# Stenaliamorda
Stenaliamorda is een geslacht van kevers uit de familie spartelkevers (Mordellidae).
Het geslacht is voor het eerst wetenschappelijk beschreven in 1968 door Ermisch & Chûjô.

## Soorten
Het geslacht omvat de volgende soort:
- Stenaliamorda stenaloides (Blair, 1931)